# Le Garçon invisible
Série
Le Garçon invisible : Deuxième génération
(2018)
Pour plus de détails, voir Fiche technique et Distribution.
Le Garçon invisible (Il ragazzo invisibile) est un film italo-français réalisé par Gabriele Salvatores, sorti en 2014.
Il s'agit de l'adaptation du roman graphique italien d'Alessandro Fabbri, Ludovica Rampoldi et Stefano Sardo, paru en 2014.
Il a pour suite Le Garçon invisible : Deuxième génération.

## Synopsis
Michele, jeune garçon victime de persécutions à l'école, se découvre le don de l'invisibilité. Mais ce pouvoir n'est pas inconnu d'une société russe malveillante qui le recherche depuis des années. En même temps, des enfants disparaissent étrangement autour de Michele, le garçon invisible ; il rencontre alors son père dont il ne connait pas l'existence…

## Fiche technique
Sauf indication contraire, les informations mentionnées dans cette section peuvent être confirmées par la base de données cinématographiques IMDb,  présente dans la section « Liens externes ».
- Titre original : Il ragazzo invisibile
- Titre français : Le Garçon invisible
- Réalisation : Gabriele Salvatores
- Scénario : Alessandro Fabbri, Ludovica Rampoldi et Stefano Sardo
- Musique : Ezio Bosso et Federico De Robertis
- Direction artistique : Monica Sironi
- Décors : Rita Rabassini
- Costumes : Patrizia Chericoni
- Photographie : Italo Petriccione
- Son : Gilberto Martinelli
- Montage : Massimo Fiocchi
- Production : Carlotta Calori, Francesca Cima et Nicola Giuliano
- Coproduction : Fabio Conversi, Fulvia Manzotti et Marta Manzotti
- Production déléguée : Viola Prestieri
- Sociétés de production : Indigo Film et Rai Cinema ; Babe Film et Faso Film (coproductions)
- Sociétés de distribution : 01 Distribution (Italie) et Pathé (France)
- Budget : 7 960 000 d'euros[2]
- Pays de production :  Italie /  France
- Langue originale : italien
- Format : couleur — 2,39:1
- Genre : fantastique
- Durée : 100 minutes
- Dates de sortie :
  - Italie : 1er décembre 2014 (Lucca Movies e Cosplay) ; 18 décembre 2014 (sortie nationale)
  - France : 15 juillet 2015

## Distribution
- Ludovico Girardello (VFB : Arthur Dubois) : Michele Silenzi
- Valeria Golino (VFB : Guylaine Gibert) : Giovanna Silenzi
- Fabrizio Bentivoglio (VFB : François Mairet) : Basili
- Christo Jivkov (VFB : Michelangelo Marchese) : Andreij
- Noa Zatta (VFB : Aaricia Dubois) : Stella
- Vincenzo Zampa (VFB : Sébastien Hébrant) : Luigi Minnella
- Assil Kandil (VFB : Alayin Dubois) : Candela
- Filippo Valese : Martino
- Enea Barozzi (VFB : Igor Van Dessel) : Brando
- Riccardo Gasparini (VFB : Issac Van Dessel) : Ivan
- Vernon Dobtcheff (VFB : Patrick Deschamps) : Artiglio
- Vilius Tumalavicius : Biondo
- Diana Hobel : la professeure
- Ksenia Rappoport : Yelena
- Maria Sole Mansutti (VFB : Cécile Florin) : la mère de Stella
- Vasco Mirandola (VFB : Ronald Beurms) : le préfet
- Maria-Grazia Plos (VFB : Alexandra Corréa) : la directrice

Version française d'après le carton de doublage
- Société de doublage : Rec'N Roll
- Direction artistique : Antony Delcleve
- Adaptation des dialogues : Guylaine Gibert

## Production
Le tournage a lieu à Trieste, en Frioul-Vénétie Julienne, et dans les studios Cinecittà à Rome (Italie).

## Accueil

### Critiques
Dans l'ensemble, Le Garçon invisible reçoit un accueil positif.
Sur Allociné, la presse lui donne une moyenne de 3.3⁄5 basé sur 14 critiques presse. Les spectateurs lui donnent une moyenne de 3.7⁄5 basé sur 56 notes, dont 16 critiques.
Sur Internet Movie Database, il obtient la note de 6.3⁄10 basé sur 584 utilisateurs.

### Box-Office
En France, Le Garçon invisible cumule 9 088 entrées et au reste du monde, il cumule 5 274 046 dollars.

## Distinction

### Récompenses
- Ciak d'oro 2015 : prix Alice/Giovani pour Gabriele Salvatores
- David di Donatello 2015 : meilleurs effets visuels
- Ruban d'argent 2015 :
  - Meilleur sujet pour Alessandro Fabbri, Ludovica Rampoldi et Stefano Sardo
  - Meilleur directeur de casting pour Francesco Vedovati

### Nominations
- David di Donatello 2015 :
  - Meilleur acteur dans un second rôle pour Fabrizio Bentivoglio
  - Meilleure actrice dans un second rôle pour Valeria Golino
  - Meilleurs producteurs pour Carlotta Calori, Francesca Cima et Nicola Giulianoet
  - Meilleur directeur de la photographie pour Italo Petriccione
  - Meilleur musique pour Ezio Bosso et Federico De Robertis
  - Meilleure chanson originale pour Wrong Skin, interprétée par Marialuna Cipolla
  - Meilleur maquilleur pour Maurizio Fazzini
  - Meilleur son pour Gilberto Martinelli
- Ruban d'argent 2015 :
  - Meilleurs producteurs pour Carlotta Calori, Francesca Cima et Nicola Giulianoet
  - Meilleure scénographie pour Rita Rabassini
  - Meilleure musique de film pour Ezio Bosso et Federico De Robertis